# Jucării muzicale
Jucării muzicale este un film românesc din 1988 regizat de Zeno Bogdănescu.